# Teesdale (Australia)
Teesdale – miasto w Australii, w stanie Wiktoria.